# Зовнішня політика Петра Порошенка
Зовнішня політика України за часів президентства Порошенка — зовнішня політика України у період з 2014 по 2019 рік за часів правління 5-го Президента України Петра Порошенка.

## Зовнішня політика України у 2014—2019 роках

### Україна та ЄС
План дій щодо отримання безвізового режиму з ЄС
Після Революції гідності 2013—2014 рр. до влади в Україні повернулись проєвропейські сили, після чого було оголошено про повернення курсу на європейську та євроатлантичну інтеграцію. На виборах президента, які відбулись 25 травня 2014 року Переміг Петро Порошенко, який 27 червня підписав
Брюсселі економічну частину Угоди про асоціацію України з Євросоюзом. 16 вересня 2014 року Європейський парламент синхронно з Верховною Радою України ратифікував Угоду. Зовнішня політика України спрямовувалась на послаблення газової залежності від РФ та посилення антиросійських санкцій у зв'язку з російською агресією на Донбасі.
Однією з головних цілей зовнішньої політики України стало отримання безвізового режиму з Євросоюзом.
Відразу після Революції гідності в міністерстві закордонних справ заговорили про можливість отримання безвізового режиму з ЄС до кінця 2014 року, про що сказав А. Дещиця .
19 вересня 2014 року заступник міністра закордонних справ Олена Зеркаль заявила, що Україна отримає безвізовий режим не раніше травня 2015 року бо на 1 січня лише заплановано запуск процедури видачі біометричних паспортів. Про можливість надання України безвізового режиму у 2014 році говорив голова представництва ЄС в Україні Ян Томбінський .
13 березня 2014 р. парламентом були ухвалені законопроєкти щодо вдосконалення сфери захисту прав біженців, боротьби з корупцією, діяльності омбудсмена із захисту персональних даних, а також протидії дискримінації в Україні необхідні для безвізового режиму з ЄС.
У листопаді 2015 року Верховна Рада виконала одну з ключових вимог ЄС, ухваливши поправки до Трудового кодексу, яка забороняє дискримінацію у трудових відносинах через орієнтацію працівника. Станом на кінець 2015 року усі вимоги ЄС щодо отримання безвізового режиму з боку України були виконані.
У червні 2016 року двадцять п'ять країн членів ЄС вимагали від Німеччини, Франції та Італії пояснення щодо затримання рішення про скасування віз для Грузії та України.
7 липня 2016 року комітет Європарламенту у закордонних справах підтримав рекомендації швидше скасувати візові вимоги для Українців. 8 вересня проєкт рішення про скасування українським громадянам віз підтримав комітет Європарламенту із правових питань .
26 вересня того ж року за внесення України до переліку країн, з якими ЄС запроваджує безвізовий режим проголосував комітет Європарламенту із громадянських свобод та внутрішніх справ .
6 квітня 2017 року депутати Європарламенту проголосували за надання громадянам України права на в'їзд до ЄС без віз . За відповідне рішення проголосував 521 європарламентар, проти - 75, ще 36 утрималось . 11 травня безвіз для України був затверджений Радою ЄС .
17 травня 2017 року голова Європарламенту Антоніо Таяні та представник головуючої в ЄС Мальти підписали закон стосовно безвізу для українців. Президент Порошенко також був присутній на церемонії .
Міжнародна коаліція на підтримку України
Після російської анексії Криму більша частина світового співтовариства виступила на захист суверенітету України. Серед них низка країн, об'єднаних організацій, військово-політичних союзів, фінансово-економічних блоків.
Членами коаліції на підтримку України вважається Австралія, Велика Британія, Канада, Естонія, Литва, Латвія, Нідерланди, Німеччина, Норвегія, Румунія, США, Туреччина, Фінляндія, Чехія, Швеція, Швейцарія та інші країни.
24 січня 2015 року після терористичного акту в Маріуполі президент Порошенко заявив: «міжнародна коаліція на підтримку України має дати рішучу відсіч злочинам терористів, посилити усі форми тиску на тих, хто її спонсорує та всебічно підтримує…Так звані „ДНР“ та „ЛНР“ мають бути визнані терористичними організаціями».
У період з 2014 по 2015 рік Україна отримала гуманітарну та військову допомогу від 18 країн світу, яка включала бронежилети, шоломи, набори медичної допомоги, зимовий одяг, комплекси освітлення, мінометні радари, броньові позашляховики, катери (від США) . Найбільше допомоги військового характеру Україна отримала від США (7 разів станом на 18 липня 2015 року). 24 лютого 2015 року Порошенко домовився про співпрацю у сфері постачання озброєнь і військової техніки з Об'єднаними Арабськими Еміратами.
Нормандська четвірка

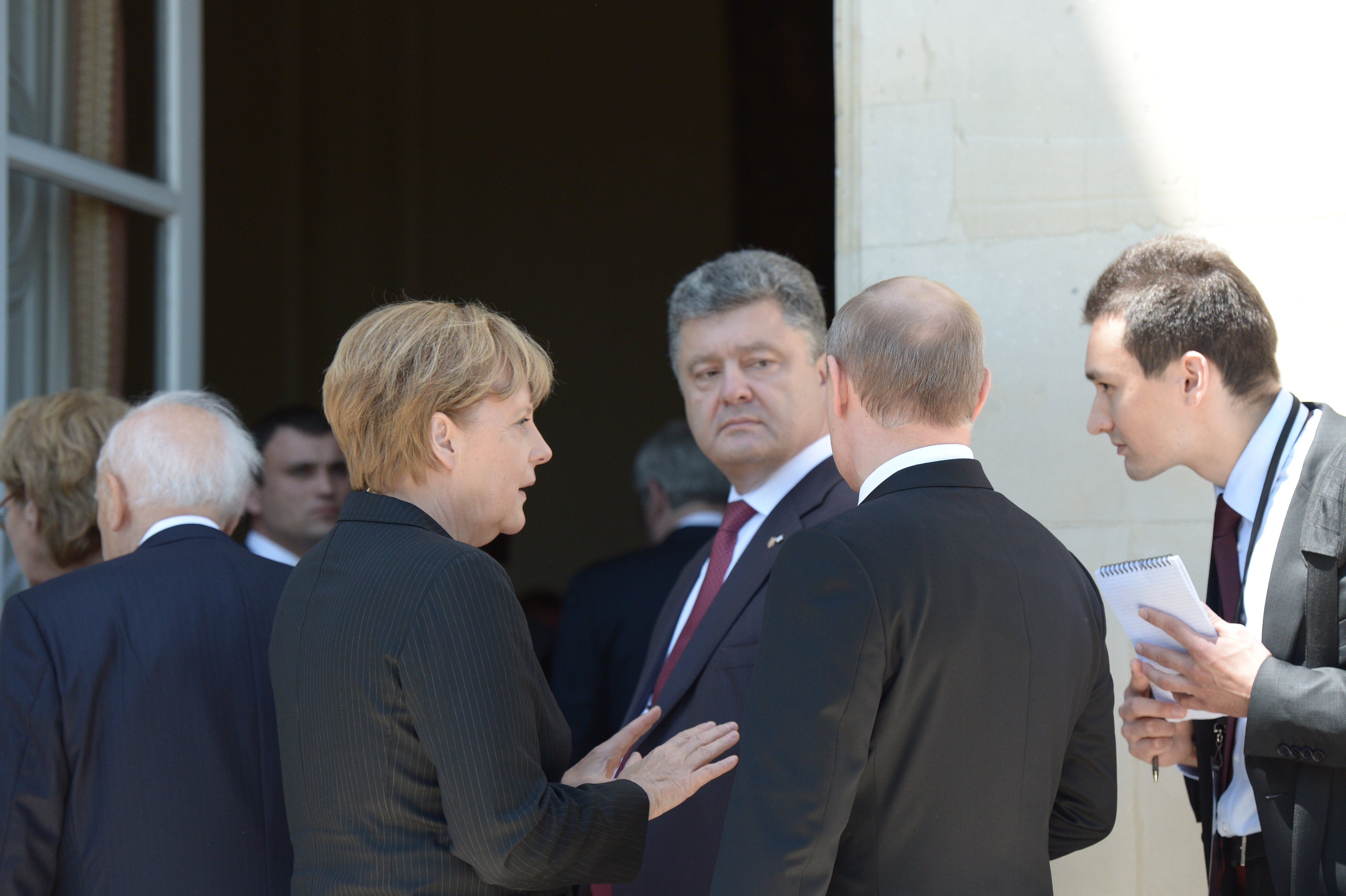
Порошенко, Путін та Меркель на святкуванні 70-ї річниці висадки союзників в Нормандії

6 червня 2014 року в норманському місті Бенувіль в рамках відзначання 70-ї річниці операції «Оверлорд» відбулася перша зустріч між новообраним президентом України П. Порошенком, президентом РФ В. Путіним, канцлером ФРГ А. Меркель та президентом Франції Ф. Олландом щодо врегулювання конфлікту на Донбасі. Формат переговорів отримав назву нормандський.
Зустріч у нормандському форматі відбувалася і між представниками Міністерств закордонних справ України, Росії, Франції та Німеччини.
12 лютого 2015 року у мінську лідерами України, Росії, Німеччини та Франції було підписано Комплекс заходів щодо виконання Мінських угод, підписаних 5 вересня 2014 року представниками ОБСЄ, України, Росії та невизнаних ДНР та ЛНР.
За перші десять місяців свого президентства Петро Порошенко мав близько 60 розмов та 11 зустрічей з канцлером Німеччини Ангелою Меркель. У лютому під час телефонної розмови Порошенко посварився з президентом Росії В. Путіним через бої під Дебальцевим.

## Відносини з НАТО
Після інавгурації Порошенка Україна взяла курс на поглиблення співпраці з НАТО, але 4 вересня 2014 року заявив, що на даному етапі Україні достатньо співпрацювати з альянсом у форматі особливого партнерства, не підіймаючи питання членства в НАТО . Також Порошенко сказав, що питання членства в НАТО вирішуватиметься на всенародному референдумі після того як країна відповідатиме критеріям Північноатлантичного альянсу .
29 грудня 2014 року Порошенко підписав прийнятий Верховною Радою 23 грудня внесений ним законопроєкт про відмову від позаблокового статусу.
24 квітня 2015 року Президент Порошенко підписав програму співпраці з НАТО на рік. В документі зазначалося, що Україна надаватиме альянсу підтримку в операціях з підтримки миру та безпеки, літакам НАТО було дозволено проводити спостережні польоти над українською територією. Також програма передбачала появу в Україні військових радників з країн-членів НАТО та проведення військових навчань .
4 лютого 2016 року Верховна Рада схвалила створення представництва НАТО в Україні .
10 червня 2016 року Порошенко підписав закон, який дозволяє іноземцям служити у Збройних силах України за контрактом .
9 липня Президент П. Порошенко створив Комісію з питань євроатлантичної інтеграції України . Того ж дня Президент України на саміті НАТО в Польщі закликав Північноатлантичний альянс розпочати спеціальну програму деокупації Криму .
6 липня 2017 року підписав Закон України «Про внесення змін до деяких законів України щодо зовнішньополітичного курсу України». Одним з пріоритетів національних інтересів України документом визначається інтеграція у євроатлантичний безпековий простір з метою набуття членства у НАТО. З цією метою Україна зобов'язується активізувати зусилля з усього комплексу реформ, у тому числі у безпековому та оборонних секторах задля досягнення відповідностя критеріям членства в Альянсі .

## Українсько-американські відносини
4 червня ще до інавгурації під час візиту до Варшави П. Порошенко зустрівся з президентом США Б. Обамою, де обговорив плани з відновлення економіки та миру в Україні. США погодились допомогти українській армії бронежилетами та приладами нічного бачення, а також було обіцяно 5 мільйонів доларів у вгляді технічного оснащення.
17 вересня 2014 року Президент Порошенко зустрівся з Бараком Обамою у Білому Домі. Після зустрічі Обама заявив, що США розширять допомогу Україні в економічній сфері та вирішенні питань безпеки і продовжать мобілізувати зусилля міжнародної спільноти в підтримку України.
Під час візиту до США Петро Порошенка з оваціями зустріли в американському Конгресі. Під час виступу в Конгресі Порошенко закликав надати Україні більше політичної підтримки та надання нелетального та летального військового обладнання, а також статус союзника поза НАТО. Україна та США домовились про видяленні Україні 7 мільйони долірів на допомогу східним областям та 46 мільйонів доларів на допомогу військовим та прикордонникам та 70 мільйонів на допомогу в галузі безпеки.

29 липня 2014 року Порошенко заявив, що Україні не потрібно, щоб за неї билися американські, англійські, чи французькі військові, а потрібно лише 1 240 протитанкових ракетних комплексів Javelin для протидії російській агресії й нагадав, що США й Велика Британія — гаранти територіальної цілісності України.
30 березня 2016 року Порошенко почав свій третій чотирьох денний візит до США. Під час візиту Президент України зустрівся з Б. Обамою, Д. Байденом, Д. Керрі та В. Нуланд. Президент Обама пообіцяв Україні кредитні гарантії на 1 мільярд доларів, Джо Байден повідомив про рішення США виділити додаткові 335 мільйонів доларів на реформування без пекового сектора України, Збройних Сил, Нацгвардії та Держприкордонслужби.
21 вересня 2016 року під час зустрічі з президентом Порошенком віце-президент США Джозеф Байден заявив про готовність США надати Україні 1 млрд доларів кредитних гарантій, оскільки вона виконала усі необхідні умови.
20 червня 2017 р. Порошенко у США зустрівся з новим президентом Дональдом Трампом. Про це він розповів у Вашингтоні під час спілкування із журналістами. «Відбулась повноцінна, детальна зустріч з президентом США Дональдом Трампом. Ми отримали тверду підтримку з боку США, підтримку і щодо суверенітету, територіальної цілісності, незалежності нашої держави», — сказав він. За словами Порошенка під час зустірчі було наголошено, що США відтримубть і «залишаються відданими Мінським угодам». Також Порошенко заявив, що передав Трампу листа від родичів заручників, які незаконно знаходяться у в'язницях на окупованих територіях і в РФ.
10 — 11 листопада 2018 року у Парижі під час саміту НАТО відбулась друга коротка зустріч між Порошенком та Трампом. За словами Порошенка, загалом, під час того візиту до Парижу він провів близько 40 зустрічей.

## Відносини з Росією

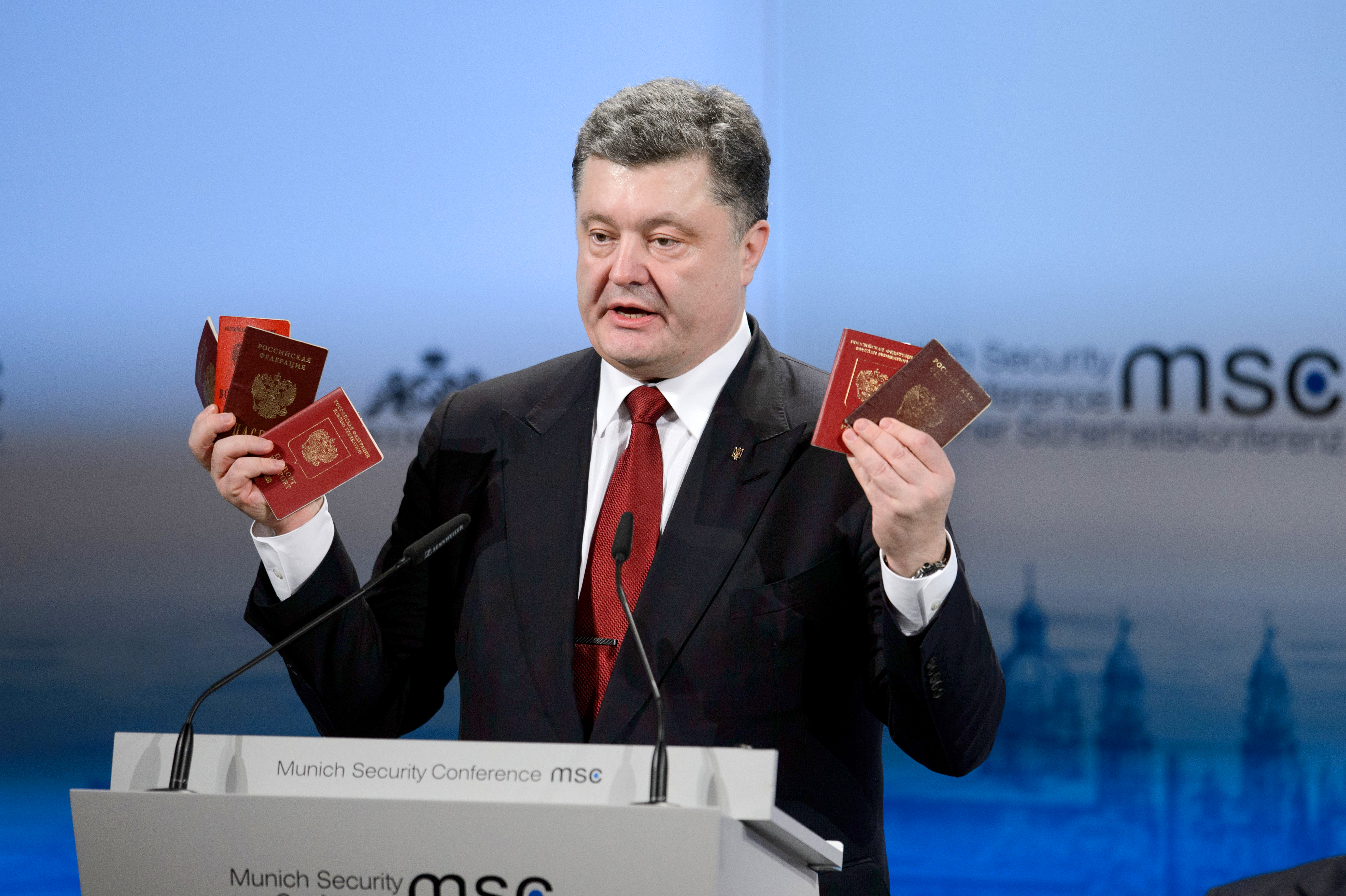
Петро Порошенко на Мюнхенській конференції 2015 року показує паспорти російських військових.

Відразу після  інавгурації, Президент Порошенко спробував встановити зв'язок з російською владою заради мирного врегулювання конфлікту на Донбасі. З метою реалізації свого мирного плану Петро Порошенко створив трьохсторонню контактну групу до якої війшов посол Росії М. Зурабов. Протягом 2014—2015 років Президент Порошенко мав декілька телефонних розмов з президентом РФ В. Путіним, але російська агресія на Донбасі продовжувалась.
8 червня 2015 року Петро Порошенко розірвав угоду між Україною та Російською Федерацією, яка дозволяла транзит до Придністров'я через українську територію російських військових формувань.
16 вересня 2015 року Україна ввела санкції проти російських компаній та громадян, до яких потрапили 105 юридичних осіб та 388 фізичних з України та Росії. До санкцій увійшли авіаційні компанії РФ, суднобудівні, банки, військово-промислові центри та телеканали. 25 січня рішенням РНБО Україна офіційна приєдналася до санкцій США, ЄС Швейцарії та країн Великої сімки. Під санкції потрапило 160 російських підприємств.
29 вересня 2015 року під час виступу на засідання Генасамблеї ООН Порошенко не згадав Путіна по імені і говорячи про заклики російського президента до створення антитерористичної коаліції для боротьби з радикалами в Сирії, сказав фразу: «Cool story, but really hard to believe», що означає відсутність довіри до чиєїсь розповіді.
21 грудня 2015 року прем'єр-міністр Росії Д. Медведєв підписав постанову про поширенне на Україну російських економічних санкцій з 1 січня.
28 липня 2016 року президент РФ В. Путін звільнив надзвичайного та повноважного посла Росії в Україні М. Зурабова . Новим послом пропонувалося призначити наближеного до Путіна М. Бабича, але Україна виступила проти . 18 серпня міністр МЗС України П. Клімкін заявив, що дипломатичні відносини між Києвом та Москвою зведені до нуля, тому мати в Україні російського посла нема потреби .
Ввечері, 25 листопада 2018 сталася надзвичайна подія - прикордонні кораблі РФ у Керченській протоці проти кораблів ВМСУ, було скликане екстренне засідання РНБО, на якому було ухвалено рішення запропонувати Порошенку ввести в Україні воєнний стан на 60 діб. Порошенко після відповідного рішення РНБО звернувся до ВР з проханням зібратися на позачергове засідання та розглянути введення воєнного стану в Україні терміном на 60 днів. 26 листопада Порошенко підписав указ про введення в Україні воєнного стану терміном на 60 днів. 
26 листопада 2018 року ВР ухвалила Рішення щодо запровадження в 10 областях України воєнного стану. О 21:33 депутати затвердили Указ Президента 276 голосами. Області, в яких запроваджено воєнний стан - це прикордонні області з РФ, невизнаним Придністров'ям, а також ті, що мають вихід до Чорного та Азовського морів - Вінницька, Донецька, Луганська, Миколаївська, Одеська, Сумська, Харківська, Чернігівська, Херсонська, Запорізька області, внутрішні води керченської акваторії Азовського моря. 
26 грудня того ж року відбулось засідання РНБО з участі президента Порошенка і воєнний стан було скасовано .

## Українсько-Польські відносини
Під час президентства П. Порошенка Україна продовжує підтримувати тісні партнерські відносини із Польщею. 17-18 грудня 2014 року Петро Порошенко здійснив свій перший офіційний візит до Польщі в статусі Президента України. В перший день візиту польський президент Б. Коморовський підписав акт ратифікації польським парламентом Угоди про асоціацію України з Євросоюзом. В цілому лідерами двох країн було підписано п'ять документів серед яких меморандум підтримки Польщею реформ місцевого самоврядування в Україні та адаптації української інфраструктури до стандартів Євросоюзу 
В 2015 році у Польщі відбулись парламентські та президентські вибори в результаті яких новим президентом став А. Дуда.  На парламентських виборах перемогла консервативна партія «Право і справедливість», після чого українсько-польські відносини погіршились.
8 липня 2016 року Верхня палата польського парламенту прийняла резолюцію щодо Волинської трагелії у якій закликала Сейм визнати події літа 1943 року геноцидом проти громадян Другої Речі Посполитої з боку українців. Того ж дня Президент Порошенко прибув до Польщі на саміт НАТО . Після саміту Петро Порошенко став першим Президентом України, який ставши на коліна поклав квіти біля пам'ятнику жертвам Волинської трагедії і вшанував пам'ять поляків, які загинули від рук українських націоналістів. Президент Польщі А. Дуда дуже високо оцінив жест Порошенка та привітав дії Президента України.
22 липня Порошенко висловив жаль у зв'язку з прийняттям польським Сеймом постанови про визнання геноцидом вбивство поляків на Волині в роки Другої світової війни .
24 серпня президент Польщі А. Дуда приїхав до Києва, де спостерігав за парадом до Дня Незалежності України, потім мав зустріч з Петром Порошенком, після якої лідери держав закликали «історію залишити історикам» і заявили про намір підписати спільну декларацію. Дуда також пообіцяв, що Польща буде більш виваженою у чутливих питаннях .